# Naș (literă)
Naș (varianta veche: N, ɴ; varianta nouă: H, н) este o literă a alfabetului chirilic. Corespondentul său în alfabetul latin este litera N.